# Montague North
Montague North DD (1712 – 22 de agosto de 1779) foi um cónego de Windsor de 1775 a 1779.

## Carreira
Ele foi educado no Jesus College, Cambridge e formou-se BA em 1734, MA em 1737 e DD em 1767.
Ele foi nomeado:
- Reitor de Sternfield, Suffolk 1767

Ele foi nomeado para a décima segunda bancada na Capela de São Jorge, Castelo de Windsor em 1775, e manteve a posição até 1779.